# Türkische Futsalnationalmannschaft
Die türkische Futsalnationalmannschaft ist eine repräsentative Auswahl türkischer Futsalspieler. Die Mannschaft vertritt den türkischen Fußballverband bei internationalen Begegnungen.

## Abschneiden bei Turnieren
Die türkische Nationalmannschaft nahm 2006 ihren Spielbetrieb auf, verpasste in der Folge aber die Qualifikation für die EM-Endrunden 2007 und 2010 sowie die WM-Endrunde 2008. 2012 gelang unter Trainer Ömer Kaner mit türkischstämmigen Spielern aus Belgien, Österreich und den Niederlanden überraschend die Qualifikation für die EM-Endrunde 2012. In der Qualifikation zur WM-Endrunde 2012 scheiterte man hingegen.

### Futsal-Weltmeisterschaft
- 1989 – nicht eingeladen
- 1992 bis 2004 – nicht teilgenommen
- 2008 bis 2016 – nicht qualifiziert

### Futsal-Europameisterschaft
- 1996 bis 2005 – nicht teilgenommen
- 2007 bis 2010 – nicht qualifiziert
- 2012 – Vorrunde
- 2014 bis 2018 – nicht qualifiziert